# Ricardo Aryan
Ricardo Aryan (ur. 18 lutego 1973) – nowozelandzki zapaśnik walczący w stylu wolnym. Czwarty na igrzyskach Wspólnoty Narodów w 2002. Mistrz Oceanii w 2002, a drugi w 2000 roku.